# Preussiske hansestæder
De preussiske hansestæder var navnet på en gruppe byer i Hanseforbundet. Gruppen bestod af:
1. Belgard,
2. Braunsberg,
3. Breslau,
4. Cammin,
5. Elbing,
6. Danzig,
7. Gollow,
8. Kolberg
9. Königsberg (siden 1945 Kaliningrad),
10. Köslin,
11. Rügenwalde,
12. Schlarve,
13. Stargard,
14. Stettin,
15. Stolp og
16. Tresow.